# Jolanthe Haßlwander
Jolanthe Marie Haßlwander, oftmals auch Jolanthe Hasslwander (* 1. Februar 1905 in Wien; † 8. Jänner 1997 in Scheibbs), war eine österreichische Lehrerin und Schriftstellerin, die viele ihrer Werke auch selbst illustrierte, aber auch andere Zeichnungen, Aquarelle oder Temperaarbeiten anfertigte.
Aufgrund ihrer Vielseitigkeit wurde sie auch oftmals als die „Maler-Dichterin des Ötscherlandes“ bezeichnet.

## Leben und Wirken

### Herkunft
Jolanthe Haßlwander wurde am 1. Februar 1905 als Tochter des k. u k. Militärpostbeamten und späteren Postoberinspektors Robert Haßlwander (* 8. September 1880 in Wien; † März 1957 in Scheibbs) und dessen Ehefrau Anna Franziska (geborene Bampich; * 15. März 1880 in Wien; † 22. September 1958 in Brandstatt bei Scheibbs) in eine Künstler- und Schriftstellerfamilie in Wien geboren und am 12. Februar 1905 auf den Namen Jolanthe Marie getauft. Ihre Eltern hatten am 2. Mai 1903 geheiratet. Ihre Großeltern väterlicherseits waren der akademische Maler, Schriftsteller und Professor Friedrich Franz Josef Haßlwander (1840–1914) und dessen Ehefrau Josefa (geborene Marsch). Ihr Urgroßvater väterlicherseits, Joseph Haßlwander (1812–1878), war ebenfalls ein akademischer Maler sowie Zeichner und Zeichenlehrer; dessen Vater, Jolanthes Ururgroßvater, war der Arzt Paul Haßlwander. Auch der Urgroßonkel Carl Haßlwander war Maler. Die Großeltern mütterlicherseits waren der Prokurist Andreas Bampich und dessen Ehefrau Franziska (geborene Linhart).

### Schulzeit und Beruf als Lehrerin
Nachdem sie am 6. Juni 1918 im Stephansdom gefirmt worden war und die Pflichtschule in ihrer Geburtsstadt absolviert hatte, schloss sie ihre allgemeine Schulausbildung 1925 mit der Matura in Salzburg ab. Bereits im Jahr davor hatte sie in der Provinz-Ausgabe des Neuigkeits-Welt-Blatts über den anstehenden Katholikentag 1924 in Amstetten berichtet. Schon in jungen Jahren hatte sie verschiedene kurzfristige Ausstellungen im Wald- und Weinviertel. Nach der Matura war sie bis zu ihrem 42. Lebensjahr, vorrangig in Niederösterreich, als Lehrerin an Volks- und Hauptschulen tätig. Dabei unterrichtete sie unter anderem in Idolsberg, Amstetten, Rastenfeld, Niedergrünbach, Egelsee, Hadersdorf am Kamp, Gaming, Purgstall und Scheibbs; zumindest in letztgenannter Stadt war die Fachlehrerin zudem Schuldirektorin. Spätestens seit 1933 lebte die Familie Haßlwander in Scheibbs, wo Jolanthe anfangs an einer Knabenschule Werkunterricht gab und war in diesem Fach auch an den Hauptschulen von Scheibbs, Purgstall und Gaming tätig. Während ihrer Zeit als Lehrerin und Direktorin schrieb sie auch Schauspiele für Schülertheater bzw. fungierte als Laienspielautorin, die unter anderem auch Krippen- und Weihespiele schrieb. Namentlich bekannte Bühnenstücke waren etwa Nachkriegsweihnacht, Der Arme und der Reiche oder Totentanz. Die von ihr verfassten Laienspiele wurden unter anderem in Scheibbs, Wien, Wiener Neustadt, Baden oder Irdning aufgeführt.

### Schriftstellerische Laufbahn und künstlerisches Schaffen
Als Schriftstellerin war sie vor allem als Lyrikerin und Erzählerin tätig und verfasste neben zahlreichen Märchen- und Sagenbüchern auch religiöse Gedichte und Aphorismen. In den 1940er Jahren korrespondierte Haßlwander vermehrt mit dem Neuigkeits-Welt-Blatt. Sie berichtete dort beispielsweise in der Rubrik Heiteres aus der Schule aus ihrem Schulalltag oder war in der Rubrik Unsere Plauderecke vertreten, wo sie sich unter anderem für die Unterstützung bei der Kontaktaufnahme mit einem an der Front befindlichen Soldaten durch ihre Schulklasse bedankte. Ab 1947 war sie freischaffende Künstlerin, nachdem sie aus Gesundheitsgründen frühzeitig in den Ruhestand getreten war.
Ein zentraler Bestandteil ihres literarischen Schaffens war die Sammlung und Nacherzählung volkstümlicher Märchen und Sagen, insbesondere aus der Region, in der sie bis zu ihrem Lebensende lebte. Ihre Arbeiten trugen dazu bei, lokale Erzähltraditionen zu bewahren und einem breiteren Publikum zugänglich zu machen. Die erzählerische Stilistik zeichnete sich durch eine enge Verknüpfung mit der Volkskultur sowie eine prägnante Darstellung von Mythen und Legenden aus, die das Alltagsleben und die Werte der Region widerspiegeln. Bereits 1931 erschien ihr erster Märchenband Märchenquell, gefolgt von Märchen und Sagen aus dem Ötscherbereich (1947), Adam Rosenblattl und andere Sagen (1966), Donausagen aus fernen Tagen (1971), Kleiner Sagenband aus dem Ötscherland (1973), Sagenschatz aus dem Salzkammergut (1981) oder Ötschersagen (1984). Einige ihrer Sammlungen wurden in späteren Jahren und sogar noch Jahrzehnte später neu aufgelegt, darunter Sagenschatz aus dem Salzkammergut, das vom Ennsthaler Verlag zuletzt 2025 unter dem Titel Sagen aus dem Salzkammergut neu publiziert wurde. Viele ihrer Werke illustrierte Haßlwander selbst, darunter auch das zuletzt genannte. Daneben fertigte sie auch unzählige Zeichnungen und Aquarelle an, die sich mehrheitlich in Privatbesitz befinden. Anderen wiederum befinden sich auch in Wegkapellen in der Region. In den Besitz des Kapuzinerklosters Scheibbs kamen noch zu Lebzeiten Haßlwanders große Tafelbilder auf Holz. Viele Jahre waren ihre Werke ab 1977 auch auf der Krippenschau zu St. Peter in Wien zu sehen, wobei sie auch bereits in den Jahren davor mit ihren Gedichten an den Krippenschauen mitwirkte. 1960 war Haßlwander an den Restaurierungsarbeiten der sogenannten Walsbergerkapelle, einer Dreifaltigkeitskapelle neben dem 2019 abgerissenen Felsenkeller, beteiligt.
Haßlwander widmete sich über den Großteil ihrer Karriere sowohl der Prosa als auch der Lyrik und veröffentlichte bis zu ihrem Lebensende auch zahlreiche Gedichtbände, die sich durch eine besinnliche, oft religiöse und naturverbundene Thematik auszeichnen. Zu ihren wichtigsten Werken gehören Nur ein paar Gedichte! (1948), Blumenlegenden (1949), Aus meinem Herzen. Gedichte (1964), Herzensgrüße. Gedichte (1965), Mein Blumenbücherl. Gedichte (1968), Geliebtes Österreich. Gedichte (1969), Herz spricht zum Herzen. Gedichte und Legende (1974), Nur ein Efeublatt. Novellen und Gedichte (1975), Heiterkeit – mit Kindern und Alten (1976), Die liebe Weihnachtszeit in Geschichten und Gedichten (1981) oder Besinnliche Gedichte und Gedanken (1989). Zahlreiche ihrer Gedichte wurden in Zeitungen, allen voran dem Erlaftal-Boten (ETB), abgedruckt. Erst kurz vor ihrem Tod wurde dort zuletzt eines ihrer Gedichte – in der Weihnachtsausgabe der ETB – abgedruckt. Bereits 60 Jahre zuvor hatte sie erste Gedichte im Erlaftal-Boten veröffentlicht.
Sie fertigte zudem Entwürfe für Steinmetzarbeiten an, die von den Betrieben Ehrlich in Scheibbs und Konrad in Mariazell umgesetzt wurden. Haßlwander-Gedichte auf Marmortafeln existieren unter anderem in der Rasing bei Mariazell oder im Uferfels des Gosausees. Ihre Gedichte verfasste sie oftmals spontan für verschiedene Anlässe, wie etwa die 50-Jahr-Feier des Scheibbser Krankenhauses oder zahlreiche andere Anlässe, wobei meist Schüler ihre Gedicht vortrugen. Als im Jahr 1963 über die 30-jährige Wahlheimat Haßlwanders in Scheibbs berichtet wurde, hatte diese zu diesem Zeitpunkt bereits über 500 Gedichte verfasst, die teilweise auch von namhaften Komponisten, wie etwa Hedwig Frank-Autheried, vertont wurden, sowie über 400 Zeichnungen, Aquarelle und Temperaarbeiten erschaffen. Die Zahlen stiegen dementsprechend noch in den nachfolgenden drei Jahrzehnten ihres Lebens und Schaffens. Bei einer Diplomverleihung im Jahr 1970 sollen es bereits über 1.000 Gedichte gewesen sein. In diesem Jahr hielt Haßlwander, die immer wieder auch Vorträge in Wien und anderen Städten hielt, ihren 100. Vortrag. Anlässlich der 3. Scheibbser Wochen wurde im August 1971 erstmals ein Querschnitt der Werke der Heimatkünstlerin Jolanthe Haßlwander im Festsaal des Scheibbser Rathauses ausgestellt. Zu diesem Zeitpunkt war Haßlwander, die mit drei Jahren zu zeichnen und mit sechs Jahren mit dem Dichten begann, auch Mitarbeiterin an fünf verschiedenen Zeitungen. Spätestens ab dem Jahr 1971 verfasste sie im Erlaftal-Boten – neben dem Gedichten, die sie hier bereits seit Jahrzehnten veröffentlichte – auch regelmäßig Artikel zum aktuellen Zeitgeschehen in ihrer Region. Im Dezember 1974 hatte die gebürtige Wienerin ihre 120. Vorlesung abgehalten, im Juni 1981 war es der 150. Vortrag, im November 1984 der 160. Vortrag. Im Jahre 1985 wurde auf Haßlwanders Initiative und Anregung von der Gemeinde Scheibbs eine neue Nepomukstatue für die Römerbrücke in Auftrag gegeben, die am 21. Mai 1985 am rechen Brückenkopf montiert wurde. Nachdem die Statue jahrzehntelang den Wettereinflüssen ausgesetzt war, wurde sie restauriert und 2023 an einem neuen Standort neben der Römerbrücke aufgestellt und als Witterungsschutz mit einer Überdachung versehen.
Zusätzlich zu ihren eigenständigen Werken war sie an anderen Publikationen beteiligt, darunter Der Meister am Wegrand (1953) von Augustin Etschmaier, einem Kapuzinerpater, dessen Erzählungen sie in mehreren Büchern aufgriff und literarisch verarbeitete. Dazu zählen unter anderem Stille Welt. Nach Erzählungen des Kapuzinerpaters Augustin Etschmaier, das 1969 im Selbstverlag des Kapuzinerklosters Leibnitz erschien, oder Aus heimatlicher Vergangenheit. Nach Erzählungen des Kapuzinerpaters Augustin Etschmeier, erschienen im Leobener Horst-Verlag im Jahr 1980.

### Öffentliche Anerkennung und Ehrungen
Der Landesschulrat für Niederösterreich hatte Haßlwander, in Würdigung ihrer Verdienste, im Jahre 1961 den Titel „Volksschuldirektor i. R.“ verliehen. Am 2. Mai 1970 wurde Haßlwander bei sich zuhause vom Bezirkshauptmann Walter Michalitsch (1931–2020) und dem Bürgermeister Alois Derfler mit dem Dank- und Anerkennungsdekret des Landeshauptmanns von Niederösterreich ausgezeichnet. Am 21. Mai 1985 wurde ihr vom damaligen Landeshauptmann Siegfried Ludwig das Goldene Ehrenzeichen für Verdienste um das Bundesland Niederösterreich verliehen. Von der Stadtgemeinde Bad Ischl, in der Haßlwander über drei Jahrzehnte lang Kurgast war, wurde ihr im Jahre 1990 die Ehrenurkunde der Stadt verliehen.

### Tod
Etwa einen Monat vor Vollendung ihres 92. Lebensjahres starb Haßlwander, die aufgrund ihres Wirkens am 18. Februar 1983 von Bundespräsident Rudolf Kirchschläger den Berufstitel „Professor“ verliehen bekommen hatte, nach kurzer Krankheit in der Stadt Scheibbs, in der sie bis zuletzt tätig gewesen war. Bis zuletzt lebte sie in ihrem Haus am Strudenweg 4 am linken Ufer der Erlauf in Scheibbs. Das Haus ging nach ihrem Tod an den ehemaligen Scheibbser Arzt und späteren Priester sowie Schriftsteller Franz Federspiel.

## Werke (Auswahl)
- 1955: Franziskuslegenden (3. Auflage, 1976)
- 1956: Vom Leben geschrieben. Wahre Begebenheiten, Verlag Berger, Horn[75]
- 1968: Briefe an Gott, Europäischer Verlag, Wien[76] (3. erweiterte Auflage im Miriam-Verlag, 1974)[77]
- 1969: Stille Welt. Nach Erzählungen des Kapuzinerpaters Augustin Etschmaier, Selbstverlag Kapuzinerkloster Leibnitz, Leibnitz
- 1970: Mein Weihnachtsbücherl, Europäischer Verlag, Wien[78][79]
- 1973: Näher, mein Gott, zu Dir!, Miriam-Verlag, Jestetten[80][81]
- 1980: Aus heimatlicher Vergangenheit. Nach Erzählungen des Kapuzinerpaters Augustin Etschmeier, Verlag Horst, Leoben
- 1980: Der steirische Prinz. Lebensbild, Miriam-Verlag, Jestetten
- 1980: Das Marienleben, betrachtet im Rosenkranz, Miriam-Verlag, Jestetten
- 1984: Lebensweisheiten von gestern und heute, Ennsthaler Verlag, Steyr
- 1985: Schöpferische Lebensfahrt, Miriam-Verlag, Jestetten
- 1987: Einblicke in ein Dichterleben, Ennsthaler Verlag, Steyr
- 1987: Das österreichische und internationale Heiligtum Mariazell (verschiedene Auflagen)
- 1992: Sonne und Schatten. Lebensbilder, Ennsthaler Verlag, Steyr[82][83]
- 1995: Der Kreuzweg unseres Herrn, Verlag Anton A. Schmid, Durach

Auswahl einzelner in Zeitungen abgedruckter Kurzgeschichten
- Der scheltende Alte[84]

### Märchen und Sagen
- 1931: Märchenquell, Lichtner Verlag, Wien (Neuauflage 1952)
- 1947: Märchen und Sagen aus dem Ötscherbereich, Missionsdruckerei St. Gabriel bei Mödling, Maria Enzersdorf (Neuauflage als Märchen und Sagen aus dem Ötscherland, 1982[85] bzw. als Sagen aus dem Ötscherland im Mediatrix Verlag, 1990)
- 1966: Adam Rosenblattl und andere Sagen, Welt und Heimat, St. Pölten
- 1971: Donausagen aus fernen Tagen, Europäischer Verlag, Wien (2. Auflage, 1972; Neuauflage im Ennsthaler Verlag, 1994[86][87])
- 1973: Kleiner Sagenband aus dem Ötscherland, Europäischer Verlag, Wien
- 1981: Sagenschatz aus dem Salzkammergut, Ennsthaler Verlag, Steyr (4. überarbeitete Auflage, 2005; 5. Auflage als Sagen aus dem Salzkammergut, 2025)[36]
- 1984: Ötschersagen, Heimatland, Wien (Neuauflage, 1991)[88]

### Gedichte
- 1948: Nur ein paar Gedichte!, Eigenverlag, Scheibbs (Neuauflage, 1951)
- 1949: Blumenlegenden, Bernina-Verlag, Wien
- 1964: Aus meinem Herzen. Gedichte, Europäischer Verlag, Wien
- 1965: Herzensgrüße. Gedichte, Europäischer Verlag, Wien
- 1968: Mein Blumenbücherl. Gedichte, Europäischer Verlag, Wien
- 1969: Geliebtes Österreich. Gedichte, Europäischer Verlag, Wien
- 1974: Herz spricht zum Herzen. Gedichte und Legende, Miriam-Verlag, Jestetten
- 1975: Nur ein Efeublatt. Novellen und Gedichte, Miriam-Verlag, Jestetten
- 1976: Heiterkeit – mit Kindern und Alten, Verlag Berger, Horn
- 1977: Der Kreuzweg unseres Herrn in betrachtenden Gedichten, Miriam-Verlag, Jestetten
- 1981: Die liebe Weihnachtszeit in Geschichten und Gedichten, Lins-Verlag, Feldkirch
- 1989: Besinnliche Gedichte und Gedanken, Ennsthaler Verlag, Steyr

Auswahl einzelner in Zeitungen abgedruckter Gedichte
- Fahrt am Lunzersee[54]
- I bin a Weaner[55]
- Morgen im Bergwald[56]
- Unter Ötscher…[89]
- Zum neuen Jahr…[90]
- Ein neues Jahr[91]
- Die Wegkapelle[92]
- Hochwasser…[93]
- Zur Gipfelkreuzweihe…[94]
- Frühlingseinzug…[95]
- Frühlingsnähe…[96]
- An ein Blütenbäumchen…[97]
- Nahe Ernte…[98]
- An mein Haus…[14]
- Friedhofsgang…[99]
- Kleine Dinge…[100]
- Novemberregen…[101]
- Musik…[102]
- Ostern…[103]
- Das Traummännlein[104]
- Der Heimkehrer[104]
- Fronleichnam…[105]
- Mein Bächlein…[106]
- Der Schnitter Blumentod…[107]
- Weihnacht beim Elterngrab…[108]
- Der beste Freund[109]
- Schneeglöckchen…[110]
- Frühlingszeit[111]
- Meine Mutter[112]
- Vor zehn Jahren zur Unterzeichnung des Staatsvertrages…[113]
- Pfingststurm…[114]
- König Dachstein…[115]
- Mein Teddybär[116]
- Maienzeit…[117]
- Sonnwendnacht…[118]
- Hochkar…[119]
- Weihnacht[120]
- Gedanken zu Neujahr[121]
- Gute Nacht[122]
- Mein Märchenhaus[123]
- Zur Jahreswende![124]
- Glück…[125]
- Maienjubel…[126]
- Das Dampfroß[127]
- Dem Herrn der Ernte…[128]
- Neujahrsgedanken für 1971[129]
- Das große Blühen![130]
- Die Nähschachtel[131]
- Ist das noch Weihnacht?[132]
- Der Fremdarbeiter…[133]
- Frühling[134]
- Herbstesahnen[135]
- Was ist dir Weihnacht?[136]
- Ein neues Jahr[137]
- Die erste Lerche[138]
- Für Robert Stolz![139] (Nachdem sich dieser im selben Jahr (1974) für die Erwähnung seines Namens in Haßlwanders Buch Näher, mein Gott, zu Dir! bedankt hatte.[140] Haßlwander war mit Stolz bereits seit September 1972 in einem brieflichen Austausch.[141])
- Weihnachten heutzutage![142]
- Zur Ehre des Krankenhauses Scheibbs – Begrüßung[143]
- Neujahrsgedanken…[144]
- Sonnenwende[65]
- Das Glück…(1982)[145]
- Unser Ötscher[146]
- Dem Schwan[147]
- Meine Mutter![148]
- Heimkehr 1945![149]
- Zur Weihe der Kreuzkapelle[150]
- Das Glück…(1986)[151]
- Zum Adventbeginn![152]
- Ein Oktobertag[153]
- Advent[154]
- Das Christbaumerl[155]
- Den Menschen unsrer Zeit![156]
- Weihnacht[157]
- Zur Weihe der Nepomukstatue[158]
- Weihnachtsgedanken[159]
- An Ischl[71]
- Krippenlied[160]
- Das Glück…(1990)[161]
- Advent…[162]
- Im November![163]
- Zum Endadvent[164]
- Zur hl. Weihnacht![165]
- Neujahr[166]
- Im Winterwald[167]
- Zu Betlehem…[168]
- Ein neues Jahr[169]
- Im Mai…[170]
- Zum neuen Jahr![171]

### Mitarbeit
- Augustin Etschmaier: Der Meister am Wegrand, Katholischer Pressverein, St. Pölten 1953 (Gedichte und Illustrationen von Jolanthe Haßlwander)[172]
- Theodor Rittmannsberger: Veilchen, Dörr, Wien 1957 (Worte von Jolanthe Haßlwander)[173]
- Heimatkundliche Arbeitsgemeinschaft des Bezirkes Scheibbs: Heimatkunde des Bezirkes Scheibbs: Die Sagen des Bezirkes Scheibbs, Verlag Radinger, Scheibbs 1975 (Mitarbeit)[174]

### Spiele
- Nachkriegsweihnacht
- Der Arme und der Reiche
- Totentanz

## Auszeichnungen und Ehrungen (Auswahl)
- Verleihung des Berufstitels „Volksschuldirektor i. R.“: 1961[27]
- Verleihung eines Dank- und Anerkennungsdekrets des Landeshauptmanns von Niederösterreich: 1970[9]
- Verleihung des Berufstitels „Professor“: 1983[2]
- Verleihung des Goldenen Ehrenzeichen für Verdienste um das Bundesland Niederösterreich: 1985[70]
- Verleihung der Ehrenurkunde der Stadtgemeinde Bad Ischl: 1990[71]